# The Sisters of Mercy
The Sisters of Mercy és un grup de new wave i rock gòtic anglès format l'any 1980 a Leeds. La banda va viure la seva màxima esplendor comercial a mitjans dels anys 1980 i el va mantenir fins a principis de la dècada del 1990, quan van deixar de publicar nous treballs discogràfics en protesta contra la seva companyia discogràfica Warner Music Group. Actualment, la banda tan sols és un grup de directe.
The Sisters of Mercy va publicar tres àlbums d'estudi: First and Last and Always (1985), Floodland (1987) i Vision Thing (1990). Cada disc va ser gravat per una formació diferent i el cantant i compositor Andrew Eldritch i la caixa de ritmes anomenada Doktor Avalanche són els únics components permanents. Eldritch i Avalanche també van participar a The Sisterhood, un projecte paral·lel relacionat amb la disputa d'Eldritch amb antics membres.
The Sisters of Mercy van cessar l'activitat de gravació a principis dels anys 1990 quan van fer vaga contra East West Records, a qui van acusar d'incompetència, de retenció de drets d'autor i d'haver pressionat el grup perquè publiqués almenys dos àlbums d'estudi més; en canvi, el segell va llançar l'àlbum Go Figure amb el sobrenom de SSV el 1997. Tot i que The Sisters of Mercy finalment es van alliberar del seu contracte amb East West, mai no han signat amb un altre segell ni han publicat material nou, tot i tocar algunes cançons noves als seus concerts.
Els antics membres del grup van formar les bandes Ghost Dance i The Mission.

## Influències
Eldritch ha citat The Psychedelic Furs, Slade, Pere Ubu i David Bowie com les seves principals influències, així com Motörhead, The Cramps i Siouxsie and the Banshees. Segons Jennifer Park, la banda també té influències de Leonard Cohen, Hawkwind, Gary Glitter, Lou Reed i The Velvet Underground, The Stooges, Suicide, The Birthday Party i The Fall.
Tot i que el grup gaudeix d'una base de fans considerable amb interessos superposats en l'anomenada dark culture, The Sisters of Mercy es considera a si mateixa abans que res una banda de rock. A més, ha desmentit la seva associació amb el «gòtic» mitjançant declaracions públiques a la premsa. Tanmateix, això no els ha impedit aparèixer habitualment en festivals dedicats a aquesta música, com ara el M'era Luna.

## Discografia
- First and Last and Always (1985)
- Floodland (1987)
- Vision Thing (1990)

## Plantilla

### Membres
| Membres actuals - Andrew Eldritch – veu, teclats, guitarres, programació de percussió (1980–1985, 1987–present), percussió (1980) - Ben Christo – guitarres, veus d'acompanyament, baix (2006–present) - Dylan Smith – guitarres, veus d'acompanyament (2019–present) Músics de gira - Ravey Davey – operador de Doktor Avalanche (1996; 2008; 2012–present) Antics membres - Gary Marx – guitarres, (1980–1985) veus (1980) - Keith Fuller – veus (1980) - Claire Shearsby – teclats (1980) - Jon Langford – teclats (1980) - Dave Humphrey – guitarres (1981) - Tom Ashton - guitarres (1981) - Craig Adams – baix (1981–1985) - Ben Gunn – guitarres (1981–1983) - Wayne Hussey – guitarres, segones veus (1983–1985) - Patricia Morrison – baix, segones veus (1987–1989) - Andreas Bruhn – guitarres (1989–1993) - Tony James – baix (1989–1991) - Tim Bricheno – guitarres (1990–1992) - Adam Pearson – guitarres, segones veus, baix (1993–2006) - Chris Sheehan – guitarres, segones veus (1996, 2000–2005) - Mike Varjak – guitarres (1997–2000) - Chris Catalyst – guitarres, segones veus (2005–2019) Antics músics de gira - Dan Donovan – teclats (1990–1991) - Simon Denbigh – operador de Doktor Avalanche (1996–2012) |